# Mittelamerikanisches Nacktschwanzgürteltier
Das Mittelamerikanische Nacktschwanzgürteltier oder auch Nördliche Nacktschwanzgürteltier (Cabassous centralis) ist ein Vertreter der Nacktschwanzgürteltiere. Sein Hauptverbreitungsgebiet ist Mittelamerika, doch ist es auch im nordwestlichen Südamerika zu finden. Die Gürteltierart lebt weitgehend unterirdisch in selbst gegrabenen Bauen, da sie selten gesichtet wird, ist über die weitere Lebensweise kaum etwas bekannt. Laut IUCN sind die Bestände der Gürteltierart derzeit nicht bedroht.

## Merkmale

### Habitus
Das Mittelamerikanische Nacktschwanzgürteltier erreicht eine Kopf-Rumpf-Länge von 30,5 bis 41,7 cm, der Schwanz ist 10,6 bis 18,3 cm lang. Das Gewicht wird mit 2 bis 3,8 kg angegeben. Es ähnelt im Körperbau den anderen Nacktschwanzgürteltieren. Charakteristisch ist seine für Gürteltiere typische Panzerung. Diese besteht am Kopf aus einem dreieckig geformten Schild aus kleinen, miteinander verbundenen Knochenplättchen, deren Anzahl durchschnittlich bei 35 liegt. Im Gegensatz zu anderen Nacktschwanzgürteltieren weist es keine schützenden Knochenplättchen an den Wangen auf. Der Rückenpanzer wird aus je einem festen Schulter- und Beckenteil gebildet, zwischen denen sich zwölf bewegliche Bänder befinden. Auch dieser Panzer wird aus kleinen, teils in Reihen geordneten Knochenplättchen von etwa quadratischer Form aufgebaut. Dabei nimmt die Anzahl der Plättchen je Reihe im Schulterbereich von rund 18 in der ersten bis zu 27 in der letzten zu. Die beweglichen Bänder weisen in den mittleren Bereichen durchschnittlich 28 Knochenschildchen auf, während die Anzahl am Becken von der ersten (26) zur letzten Reihe (8) wieder zurückgeht. Der lange, schlanke Schwanz dagegen ist nur spärlich mit pinkfarbenen Knochenschildchen bedeckt und ansonsten nackt. Der Körperpanzer besitzt meist dunkelgraue Färbung, schimmert aber an den Rändern gelblich. Ein spärliches Haarkleid tritt nur an der Bauchseite auf, wobei die Haare hier in rund 20 querstehenden Reihen angeordnet sind. Weiterhin besitzt das Mittelamerikanische Nacktschwanzgürteltier einen schmalen Kopf und weit auseinanderstehende, trichterförmige Ohren, die mit 3,3 cm Länge moderat groß sind. Sehr klein sind dagegen die Augen ausgebildet. Die recht kurzen Beine weisen etwa 6,5 cm lange Hinterfüße auf. Sowohl die Vorder- als auch die Hinterfüße besitzen jeweils fünf krallenbewehrte Strahlen. Dabei ist die Mittelkralle des Vorderfußes besonders kräftig und sichelförmig ausgebildet.

### Skelettmerkmale
Der Schädel ist bis zu 7,8 cm und an den äußeren Enden der Jochbeinbögen etwa 4,1 cm breit. Im Vergleich zu den anderen Nacktschwanzgürteltieren ist das Rostrum deutlich schmaler. Das Gebiss entspricht nicht dem der meisten Säugetiere und weist mit seinen molarenartigen Zähnen eine abweichende Zahnformel auf. Je Kieferbogen befinden sich im Oberkiefer 7 bis 9, im Unterkiefer 7 bis 10 Zähne, insgesamt also 28 bis 38. Die Zahnreihe des Oberkiefers ist 2,8 die des Unterkiefers 2,6 cm lang, die Einzelzähne weisen Längen von durchschnittlich 2,5 bis 3 mm auf. Die Ulna erreicht 5,8 cm Länge und besitzt ein ausgedehntes, bis zu 2,7 cm messendes oberes Gelenkende. Ein solcher Bau des Unterarms ist typisch für Tiere mit grabender Lebensweise.

### Sinnesleistungen und Lautäußerungen
Ein Tier, das gestört wird, stößt verschiedene Laute aus, die ein dumpfes Knurren oder Quietschen umfassen.

## Verbreitung und Lebensraum

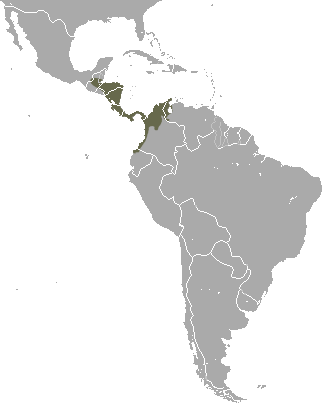
Verbreitungsgebiet

Das Mittelamerikanische Nacktschwanzgürteltier ist in Mittelamerika und im nördlichen Südamerika verbreitet. Den nördlichsten Verbreitungsschwerpunkt stellt die Region des südöstlichen Chiapas dar, wo ein Nachweis erstmals Anfang der 1980er Jahre gelang. Erst im Jahr 2016 konnte das Vorkommen durch neue Sichtungen um 75 km weiter nach Norden verlagert werden. Im östlich angrenzenden Guatemala wurde die Gürteltierart überwiegend in den nördlichen Landesteilen registriert. In Südamerika kommt sie vom nördlichen Ecuador über Kolumbien bis in das nordwestliche Venezuela vor. Der Besiedlungsraum wird mit 780.000 km² angegeben, allerdings ist die Populationsdichte unbekannt. Das Vorkommen gilt außerdem als stark zersplittet.
Die Gürteltierart kommt in Tiefländern und in gebirgigen Regionen bis 1.800 m in Mittel- und bis zu 3.000 m über dem Meeresspiegel in Südamerika vor; der höchste nachgewiesene Verbreitungspunkt liegt bei 3018 m im kolumbianischen Departamento Antioquia. Dabei bevorzugt das Tier trockene bis mäßig feuchte Laubwälder mit teils felsigem Untergrund, in höheren Gebirgslagen gehört auch die offene Páramo-Landschaft zum Lebensraum, im Tiefland weiterhin Tropische Regenwälder. Aufgrund von Landschaftszerstörung ist das Mittelamerikanische Nacktschwanzgürteltier auch in Sekundärwäldern und teils in landwirtschaftlich kultivierten Landschaften anzutreffen.

## Lebensweise

### Allgemein
Das Mittelamerikanische Nacktschwanzgürteltier wird sehr selten beobachtet und ist eines der am wenigsten untersuchten Gürteltiere, über die Lebensweise ist dadurch sehr wenig bekannt. Es gilt als einzelgängerisch und nachtaktiv. Nach Untersuchungen im Reserva de la Biósfera Montes Azules im mexikanischen Bundesstaat Chiapas finden die Aktivitäten in der Trockenzeit überwiegend zwischen 21:00 und 05:00 Uhr und in der Regenzeit zwischen 22:30 und 06:30 Uhr statt. Die Tiere leben meist unterirdisch in selbst gegrabenen Bauen. Diese befinden sich häufig in Ameisen- und Termitenbaue eingewühlt. Gelegentlich werden auch nicht genutzte Unterschlüpfe anderer Säugetiere aufgesucht, etwa vom Paka, vom Amazonas-Skunk, vom Halsbandpekari, vom Nordopossum oder vom Neunbinden-Gürteltier. Bei den Bauen von Arten, die sich nicht primär von Insekten ernähren, dient dies wohl lediglich zum Schutz, ansonsten spielt wahrscheinlich auch die Nahrungssuche eine Rolle dabei. Beim Graben dreht sich das Mittelamerikanische Nacktschwanzgürteltier um sich selbst, so dass der Vorderkörper als Bohrer agiert. Auf der Erdoberfläche bewegt es sich auf den Spitzen der Vorderfußkrallen fort. Zudem kann es sehr gut schwimmen.

### Ernährung
Als Nahrung wird vergleichbar den anderen Nacktschwanzgürteltieren eine Bevorzugung von Insekten, hauptsächlich bodenlebende Ameisen und Termiten, angenommen. Interessanterweise zeigen mikroskopische Abnutzungsspuren auf den Zahnoberflächen ein von anderen Insektenfressern abweichendes Muster. Etwa zwei Drittel aller untersuchten Zähne des Mittelamerikanischen Nacktschwanzgürteltiers weisen ein Schleifmuster auf, das auf weniger abreibende Nahrung hindeutet. Möglicherweise spielt ein höherer Anteil an Früchten oder weichen Wirbellosen im Nahrungsspektrum eine Rolle, was eventuell auf geografisch unterschiedliche Nahrungsangebote zurückzuführen ist.

### Fortpflanzung
Über die Fortpflanzung ist wenig bekannt. Weibchen bringen pro Wurf ein Jungtier zur Welt. Das Jungtier ist nackt und besitzt noch geschlossene Augenlider und Ohrmuscheln. Am Panzer sind bereits die Knochenschildchen in ihren Reihen erkennbar, doch ist er insgesamt weich, glänzend und pinkfarben, allerdings sind die Krallen bereits fest ausgebildet. Ebenso erscheinen die Nasenspitze und der Unterkiefer noch sehr weich. Die höchste bekannte Lebenserwartung eines Tieres beträgt knapp 8 Jahre, davon verbrachte es fast 6 in menschlicher Gefangenschaft.

### Parasiten
Als innerer Parasit wurde in Kolumbien bei einem Tier Paracoccidioides brasiliensis identifiziert, ein in Südamerika häufiger und krankheitserregender Vertreter aus der Gruppe der Pilze.

## Systematik
Das Mittelamerikanische Nacktschwanzgürteltier gehört zur Gattung der Nacktschwanzgürteltiere (Cabassous). Die Nacktschwanzgürteltiere umfassen weitere drei Arten. Sie sind Teil der Gruppe der Gürteltiere (Dasypoda) und werden innerhalb dieser der Familie der Chlamyphoridae und der Unterfamilie der Tolypeutinae zugewiesen. Als nächstverwandte Formen gelten das Riesengürteltier (Priodontes) und die Kugelgürteltiere (Tolypeutes). Die Gruppe der Tolypeutinae bildet das Schwestertaxon der Chlamyphorinae mit dem Gürtelmull, die Euphractinae mit den Borstengürteltieren (Chaetophractus) und dem Sechsbinden-Gürteltier (Euphractus) sind etwas entfernter verwandt. Die Tolypeutinae und die Chlamyphorinae trennten sich molekulargenetischen Untersuchungen zufolge bereits im Oligozän vor 33 Millionen Jahren, ab dem frühen Miozän splitterten sich die Tolypeutinae stärker auf. Fossilfunde des Mittelamerikanischen Nacktschwanzgürteltiers sind nicht bekannt.
Unterarten des Mittelamerikanischen Nacktschwanzgürteltiers sind nicht bekannt, die Art ist also monotypisch. Die Gürteltierart wurde 1899 von Gerrit Smith Miller unter dem wissenschaftlichen Namen Tatoua (Ziphila) centralis erstmals beschrieben. Als Typuslokalität gab Miller Chamelecon nahe dem Ort Cortes in Honduras an.

## Bedrohung und Schutz
Stärkere Bedrohungen des Mittelamerikanischen Nacktschwanzgürteltiers durch den Menschen sind bezogen auf das gesamte Verbreitungsgebiet nicht bekannt. Eine gezielte Jagd auf die Gürteltierart ist aufgrund des strengen Geruches des Tieres und des Volksglaubens nicht nachgewiesen, lediglich in der südamerikanischen Andenregion ist lokale Jagd belegt. Des Weiteren sterben einzelne Tiere, vor allem in dichter von Menschen bewohnten Gebieten, durch Verkehrsunfälle; in Kolumbien liegt der Anteil bei 2 % aller durch Autos getöteten größeren Wirbeltiere. Größere Probleme bereiten Habitatverluste durch die sich ausbreitende Landwirtschaft, allein in Kolumbien ging so mehr als 98 % des bewohnten Gebietes verloren. Allerdings ist unklar, wie stark die Tierart auf solche Veränderungen reagiert, in vielen Ländern gibt es nur wenige offizielle Beobachtungen des Mittelamerikanischen Nacktschwanzgürteltieres, wodurch gebietsweise große Datenlücken zum Bestand existieren. Gegenwärtig stuft die IUCN den Bestand als „nicht gefährdet“ (least concern) ein. In einigen Regionen kommt das Mittelamerikanische Nacktschwanzgürteltier in geschützten Gebieten vor, so im Reserva ecológica Cayapas-Mataje und im Reserva ecológica Manglares, beide in Ecuador gelegen.